# Lan Yu (Film)
Lan Yu (Originaltitel: chinesisch 藍宇 / 蓝宇, Pinyin Lán Yǔ, Jyutping Laam4 jyu6 – „blaues Gebäude, blauer Raum“) ist ein chinesischer Film aus dem Jahr 2001 über die Liebe zweier Männer während der Zeit zwischen dem Ende der 1980er und Anfang der 1990er Jahre. Regisseur des Films ist Stanley Kwan, gedreht wurde in China, auch alle Schauspieler kommen aus China. Der Film basiert auf einem anonym verfassten Internet-Roman und erhielt mehrere Preise im Chinesisch sprechenden Kulturraum.

## Inhalt (Roman)
Der neureiche Geschäftsmann und Playboy Chen Handong verbrachte eine Nacht mit dem Studenten Lan Yu, der gerade vom Land nach Peking kam, um zu studieren, und der dringend Geld brauchte. Es war ein One-Night-Stand, nichts weiter. Doch etwas blieb bei beiden zurück.
Wenige Monate später trafen sie sich zufällig an einem Zeitungsstand und wiederholten ihre Leidenschaft. Aus einem One-Night-Stand wurde ein öfteres Zusammentreffen. Bald zogen Chen Handong und Lan Yu in einem eigenen Haus am Rand der Stadt ein. Während Chen Handong Lan Yu immer als sein Spielzeug behandelte und zu dominieren versuchte, blieb Lan Yu sich selbst treu und ließ sich nicht unterkriegen. Die Beziehung der beiden wurde ein stetiger Kampf, der auf ihre erste Krise zusteuerte.
Nach einem Streit war Lan Yu in der Nacht vom 4. Juni 1989 (Tian’anmen-Massaker) nicht nach Hause gekommen. Chen Handong, der zuvor von seinem Informanten über das bevorstehende Ereignis gewarnt wurde, fuhr unter Lebensgefahr hinaus, um seinen Freund zu suchen. Das Wiedersehen unter diesem Umstand brachte Versöhnung und wirkliches Verständnis für beide.
Einige Zeit später traf Chen Handong die smarte Lin Jingping (gespielt von Su Jin, 苏瑾). Lin Jingping ist hübsch und hat einen ausgeprägten Geschäftssinn. Sie war eine gute Partie. Unter dem Druck seiner Mutter beschloss Chen Handong, die Gelegenheit am Schopfe zu packen und heiratete Lin Jingping. Die Trennung mit Lan Yu war herzzerreißend. Als Erinnerung überließ Chen Handong Lan Yu das Haus und ein dickes Sparbuch.
Doch die Ehe mit Lin Jingping war für Chen Handong nicht erfüllend und zerbrach bereits nach wenigen Monaten. Chen Handong fuhr orientierungslos in der Stadt umher und kam an das Haus, in dem er mit Lan Yu zusammengewohnt hatte. Er fand das Haus leer vor. Die Übertragungsurkunde lag ungerührt auf dem Schreibtisch.
Über seine Untergebenen erfuhr Chen Handong Lan Yus neuen Wohnort. Die beiden versöhnten sich. Lan Yus kleines Apartment war zwar sehr schäbig (auch das Sparbuch hatte er nicht angerührt), doch keiner wollte zurück zu dem gemeinsamen Haus.
Dann wurde Chen Handong wegen Bestechung verhaftet. Lan Yu versuchte, ihm zu helfen. Um die Polizei und das Gericht zu bestechen, verkaufte Lan Yu das Haus und löste das Sparbuch auf. Chen Handong wurde freigelassen. Endlich wurde Lan Yu auch von Chen Handongs Familie akzeptiert. Sie wollten zusammen einen neuen Anfang beginnen.
Doch dann erhielt Chen Handong einen Anruf, dass Lan Yu bei einem Verkehrsunfall getötet wurde. Wieder irrte Chen Handong in seinem Auto durch die Straßen von Peking.

## Romanvorlage
Die Romanvorlage von Lan Yu ist ein anonym zuerst im Internet veröffentlichter Roman Beijing-Geschichte (北京故事,  Běijīng gùshì). Der Autor nennt sich Beijing Tongzhi (北京同志,  Běijīng tóngzhì – „Beijing-Genosse, warmer Bruder aus Peking“, für die Bedeutung des Wortes Tongzhi im Zusammenhang mit der Homosexualität siehe Homosexualität in China). Seine Identität ist bislang in der Öffentlichkeit nicht bekannt und es gibt sehr viele Gerüchte darüber. Laut Stanley Kwans, des Regisseurs von Lan Yu, handelt es sich um eine aus Beijing stammende Frau, die aber mittlerweile in den Vereinigten Staaten lebt. Außerdem versicherte er, dass er die ausdrückliche Erlaubnis von dem mittlerweile in Amerika lebenden Autor für die Verfilmung und die notwendige Änderung an der Geschichte erhalten hat.
Im Vergleich zum Film wird im Roman mehr auf die politischen und gesellschaftlichen Hintergründe der Helden eingegangen. So erfährt der Leser, dass einer der beiden Haupthelden Chen Handong Sohn eines verstorbenen Parteikaders sei und durch die Position und Freunde seines Vaters zu Geld gekommen sei. Seine geschäftlichen Machenschaften (Bestechungen, Seilschaften, Korruptionen) werden ebenfalls ausführlich beschrieben. Auch seine spätere Verhaftung spielt in diesem Zusammenhang eine Rolle, da sich seine wichtigsten Unterstützer von ihm abwandten und er sich im Machtkampf mit anderen den falschen Feind gemacht hatte. Der Roman zeichnet somit auch ein Bild der modernen chinesischen High Society. Diese gesellschaftlichen Hintergründe treten im Film jedoch stark zurück, um mehr auf die Gefühlswelt der Helden eingehen zu können.
Sehr kontrovers diskutiert wird die besonders ausführlich beschriebene Sexszene im Roman, die durchaus als pornographisch bezeichnet werden kann. Auch im Film wird die körperliche Nähe der beiden Hauptdarsteller (im Gegensatz zu den meisten asiatischen Filmen) sehr mutig dargestellt. Da der Film Homosexualität und auch die Studentenproteste von 1989 sehr offen thematisiert, war die einzige Unklarheit, mit welcher Begründung der Film in der Volksrepublik China verboten werden würde.
Nach der Veröffentlichung des Romans wurde er rasant im Internet verbreitet. 2002 brachte ein Verlag aus Hongkong auch eine Buchversion des Romans heraus.

## Die Dreharbeiten
2000 begann der Hongkonger Regisseur Stanley Kwan den Film zu planen. Er gewann seinen guten Freund Jimmy Ngai (魏绍恩,  Wèi Shào’ēn, Jyutping Ngai6 Siu6jan1) für die Drehbuchumsetzung und die Dreherlaubnis vom chinesischen Kulturministerium (jedoch ohne Außendreherlaubnis), was ihm ermöglichte, Schauspieler aus China zu rekrutieren. Für die Hauptdarsteller konnte er Hu Jun (胡军, der schon durch seinen Auftritt in East Palace, West Palace – 东宫西宫 dem deutschen Publikum bekannt ist) und den damals noch eher unbekannten Liu Ye (刘烨) gewinnen. Die Dreharbeit begann in der zweiten Hälfte des Jahres 2000, der Drehort war hauptsächlich Peking. Da das Team keine Außendreherlaubnis hatte, wurden alle Außenszenen mit einer Handkamera gedreht.
Am 18. Mai 2001 wurde der Film der Öffentlichkeit vorgestellt und fand sofort großen Anklang.

## Rezeption
Der Film erhielt gemischte bis positive Kritiken.
Owen Gleiberman gab dem Film in Entertainment Weekly die Note B. Er fand an Lan Yu die „ausgeklügelte Nonchalance“, mit der eine schwule Beziehung dargestellt wird, „bemerkenswert“; Regisseur Kwan hülle die beiden Hauptfiguren in Schatten, sodass der Zuschauer das „Licht der Verbindung“ in deren Gesichtern suchen müsse. Wenn der Film auch manchmal „zu zurückhaltend“ sei, fange er in einigen Momenten die Erotik der Intimität auf eine Weise ein, die die meisten amerikanischen Liebesgeschichten direkt „unfrei“ erscheinen lasse.
In der New York Times erkannte A. O. Scott Ähnlichkeiten zu Wong Kar-Wais In the Mood for Love, dessen „weniger schwindelerregend hinreißendes“ Gegenstück Lan Yu sei; Regisseur Kwan habe eine „lyrische und verblümte Herangehensweise“ mit einem „sinnlichen und ein wenig klaustrophobischem“ visuellen Stil. Der Erzählrhythmus sei von der Stimmung, weniger von der Chronologie geprägt. Bis auf das „abrupte, rührselige Ende“ sei der Film „nicht besonders melodramatisch“. Kwan gebe sich aber letztlich damit „zufrieden, den mäandernden Verlauf der gegenseitigen Anziehung zu beobachten und die Momente, in denen die Liebe entflammt, zu beleuchten“, anstatt tiefer in die Psyche der Figuren einzutauchen.

## Auszeichnungen und Festivals
2001 wurde Lan Yu bei den Golden Horse Awards in Taiwan zehnmal nominiert, unter anderem für die Leistungen der beiden Hauptdarsteller. Gewonnen hatte der Film fünf Preise: beste Regie, bester Hauptdarsteller, bestes adaptiertes Drehbuch, bester Schnitt und den Publikumspreis.
Der Film wurde 2001 auch auf dem Filmfestival in Cannes in der Sektion Un Certain Regard gezeigt.

## Aufführungen
Während der Film in Taiwan und in Hongkong großem Anklang fand, wurde er in der Volksrepublik als „für Jugendliche nicht geeignet“ eingestuft und darf deswegen nicht öffentlich gezeigt werden. Auf dem florierenden DVD-Schwarzmarkt ist er aber problemlos erhältlich.
In Deutschland war der Film auf dem Verzaubert-Film-Festival in Originalfassung mit englischen Untertiteln zu sehen.

## Belege
1. ↑  Lan Yu. In: Rotten Tomatoes. Fandango, abgerufen am 30. August 2017 (englisch).
2. ↑  Owen Gleiberman: Lan Yu. In: EW.com. 2. August 2002, abgerufen am 30. August 2017 (englisch).
3. ↑  A. O. Scott: FILM REVIEW; Passion Erupting Amid Political Upheaval. In: Nytimes.com. 26. Juli 2002, abgerufen am 30. August 2017 (englisch).
4. ↑  Golden Horse Awards 2001. In: YesAsia.com. Abgerufen am 30. August 2017 (englisch).
5. ↑  Festival de Cannes: Lan Yu. In: festival-cannes.com. Abgerufen am 30. August 2017.
6. ↑  Steve Friess: Defying China’s Unwritten Rules. In: L.A. TImes. 18. August 2002, abgerufen am 30. August 2017 (englisch).